# Расстрел жителей Элефтериона
Расстрел жителей Элефтериона — военное преступление, совершённое солдатами Вермахта в сентябре 1943 года в оккупированной Греции. Характерный пример многочисленных аналогичных преступлений Вермахта в Греции, совершённых следуя принципу коллективной ответственности и практике т.н. «многократного ответа».

## Место события

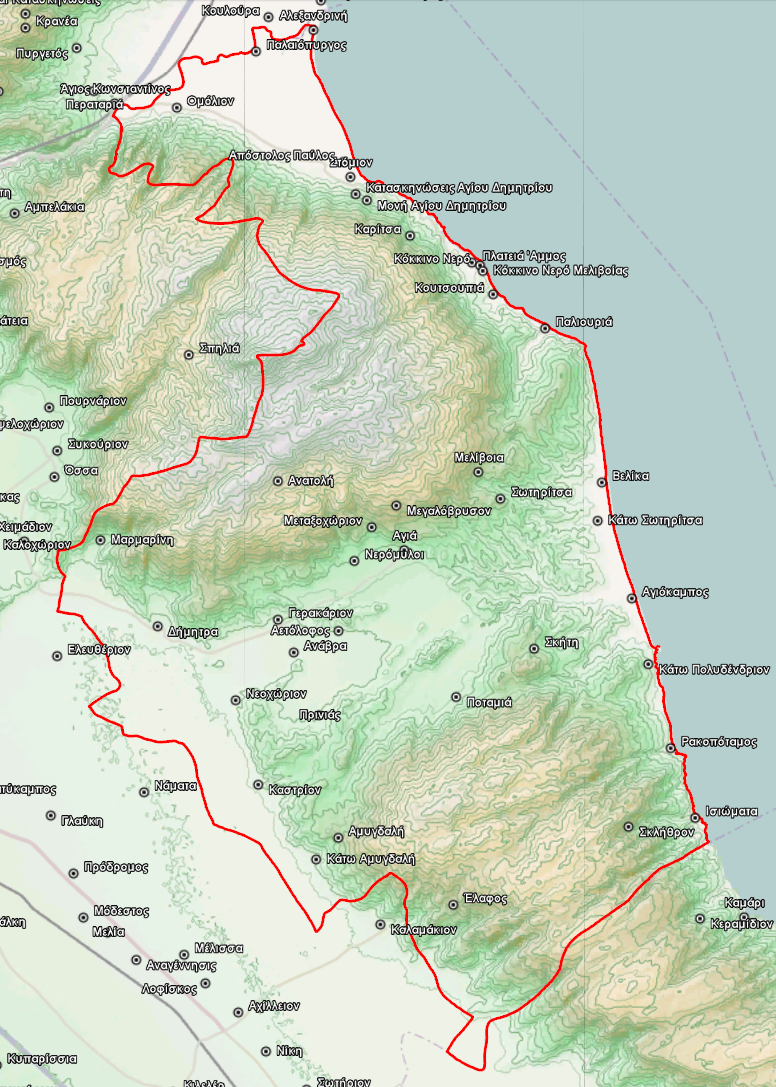
Село Элефтерио расположено за западным выступом дима Агиас, напротив села Димитра

Греческое село Элефтерио(н) находится на фессалийской равнине, самой большой равнине этой горной страны. Хотя само село находится на высоте 60 метров над уровнем моря, соседнее село Димитра расположено уже в предгорьях горы Осса.
В период османского владычества, согласно историку А. Е. Вакалопулосу, равнинные регионы стали в основном местом жизни мусульман, а горы — местом жизни греков, которые « спасли и сохранили греческую нацию»:25.
Хотя Элефтерио никогда не населялось мусульманами, оно, как и многие другие равнинные сёла получило турецкое название Каралар, от турецкого кара «чёрный».
Лишь в период Первой мировой войны, в 1918 году, село было переименовано в Элефтерион, от греческого слова элефтерия «свобода» или аналогичного личного имени.
В годы Второй мировой войны, с началом тройной германо-итало-болгарской оккупации Греции в апреле-мае 1941 года, Элефтерио, как и почти вся Фессалия, оказалось в итальянской зоне оккупации, которая в Фессалии осуществлялась в основном силами итальянской дивизии Пинероло.

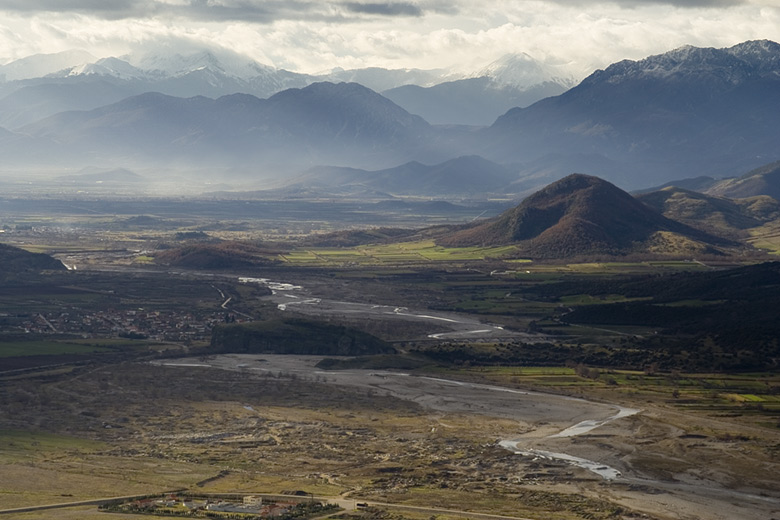
Фессалийская равнина

## Сентябрь 1943 года
Греция была одной из оккупированных европейских стран где партизанское движение приняло наибольший размах. В июле 1943 германское командование было вынуждено решать здесь одновременно несколько трудно совместимых задач. Греческое движение сопротивления сковывало 10 немецких дивизий в континентальной Греции (140 тыс. человек) плюс немецкие силы на Крите и др. островах, а также 250 тыс. итальянцев (11-я армия).
Необходимость освобождения частей для отправки на другие фронты вынудила германское командование предоставить возможность своим болгарским союзникам расширить зону оккупации на греческие регионы Центральная Македония и Западная Македония. Эта попытка была сорвана всегреческой мобилизацией гражданского Освободительного Фронта. Не пытаясь более высвободить войска за счёт расширения болгарской зоны, германское командование было вынуждено перебросить в Грецию немецкие части из других европейских стран, а также частично решить проблему за счёт переброски в Грецию частей из немецких штрафников (Штрафная дивизия 999) и «иностранных» соединений — таких, как батальон особого назначения «Бергманн», Арабский легион «Свободная Арабия» и др.
Одновременно и в ходе операции «Кивото́с» («Ковчег»), проведенной по просьбе союзного командования, греческие партизаны развили бурную деятельность в течение трёх недель до высадки союзников в Сицилии в июле, в результате чего германское и итальянское командование, ожидая высадку в Греции, перебросило сюда с других фронтов дополнительные боевые части.
Критический момент для германского командования наступил в сентябре. Перемирие между Италией и Союзниками во Второй мировой войне создало военно-политический вакуум во многих регионах Греции, куда германское командование срочно стало перебрасывать части из других европейских стран, в частности из Польши.
В Фессалии же, где итальянская дивизия Пинероло была разоружена Народно-освободительной армией Греции, вновь прибывшие немецкие войска стали занимать основные города в период с 8 по 13 сентября.

## Повод расстрела
В отличие от горных регионов, где действовали крупные партизанские соединения, до выхода Италии из войны, который дал возможность через месяц создать мобильную кавалерийскую бригаду, в партизанских операциях на фессалийской равнине до октября были задействованы по объективным причинам лишь небольшие партизанские группы остававшихся в своих сёлах так называемых «резервистов».
С другой стороны рядовой состав вновь прибывших немецких частей имел недостаточную информацию об обстановке в Греции.
21 сентября два офицера из прибывшей в Фессалию двумя неделями раньше немецкой части, недооценив угрозу которую представляла их жизни деятельность групп партизанских резервистов даже в подконтрольных и легко доступных для оккупантов регионах, подъехали на мотоциклах поохотиться к «роще Деметры».
Название рощи, как и название соседнего села Димитра, связано с священной дубовой рощей, упоминаемой в древней мифологии.
Здесь, в роще Деметры, немецкие офицеры подверглись атаке небольшой группы греческих партизан, возглавляемых Георгием Андонопулосом из села Элафос.
Один из офицеров был убит, второй был ранен, но сумел бежать.

## Ответные меры
Немецкое командование немедленно приступило к ответным мерам, ответственным за исполнение которых греческие источники именуют офицера по фамилии Шумерс или Сюмерс (которого вероятно в силу греческого написания фамилии не удаётся идентифицировать).
Шумерс обозначил «многократность» ответных мер 1:40 – 40 смертников.
Немецкий самолёт произвёл воздушную разведку и механизированная колонна, выступившая из города Лариса, проехала через Элефтерио, не тронув никого, и направилась к селу Димитра.
Однако жители Димитры были оповещены организациями Сопротивления о возможных ответных мерах и бежали на гору Осса.
Немцы не стали заниматься их поиском. Они неожиданно атаковали сёла Цуксани и Мармарини, но и здесь жители предусмотрительно бежали в горы.
Но карательную операцию никто не стал отменять. Немцы предпочли вернуться в Элефтерио.

## Расстрел жителей Элефтерио
22 сентября немцы собрали на площади в Элефтерио всех мужчин возрастом от 15 до 50 лет.
Жители Элефтерио не ожидали этого, поскольку их село было не самым близким к месту убийства немецкого офицера. К тому же, раненному немецкому офицеру в Элефтерио была оказана медицинская помощь жительницей села. Однако проявленная гуманность в отношении раненного врага-оккупанта не спасла в дальнейшем жизнь её мужа.
Утром 23 сентября заложники из Элефтерио были доставлены на стрельбище в Мезурло города Лариса.
Приговорённых к расстрелу заставили выкопать ров своей братской могилы.
По приказу Шумерса немецкий оркестр сопровождал расстрел исполнением военных маршей.
Хотя Шумерс предписал расстрел 40 человек, издание компартии Греции перечисляет имена 54 расстрелянных жителей Элефтериона, практически всё мужское население села возрастом от 15 до 50 лет.
Трупы убитых были закопаны взятыми в ходе облавы в городе и доставленными на стрельбище мужчинами.
Неделями позже Шумерс был убит, когда его автомобиль подорвался на партизанской мине у города Калабака:195.
Ещё девять жителей Элефтериона были расстреляны 9 августа 1944 года.
После войны в селе был установлен памятник расстрелянным односельчанам.